# Luculia
Schradera es un género con cuatro especies de plantas con flores perteneciente a la familia de las rubiáceas. 
Es nativa del Himalaya y sur de China.

## Especies
- Luculia grandifolia Ghose (1952).
- Luculia gratissima (Wall.) Sweet (1826).
- Luculia intermedia Hutch. in C.S.Sargent (1916).
- Luculia pinceana Hook. (1845).